# Mourvilles-Hautes
Mourvilles-Hautes är en kommun i departementet Haute-Garonne i regionen Occitanien i södra Frankrike. Kommunen ligger i kantonen Revel som tillhör arrondissementet Toulouse. År 2022 hade Mourvilles-Hautes 170 invånare.

## Befolkningsutveckling
Antalet invånare i kommunen Mourvilles-Hautes
Referens:INSEE